# Hyōgo Daigaku

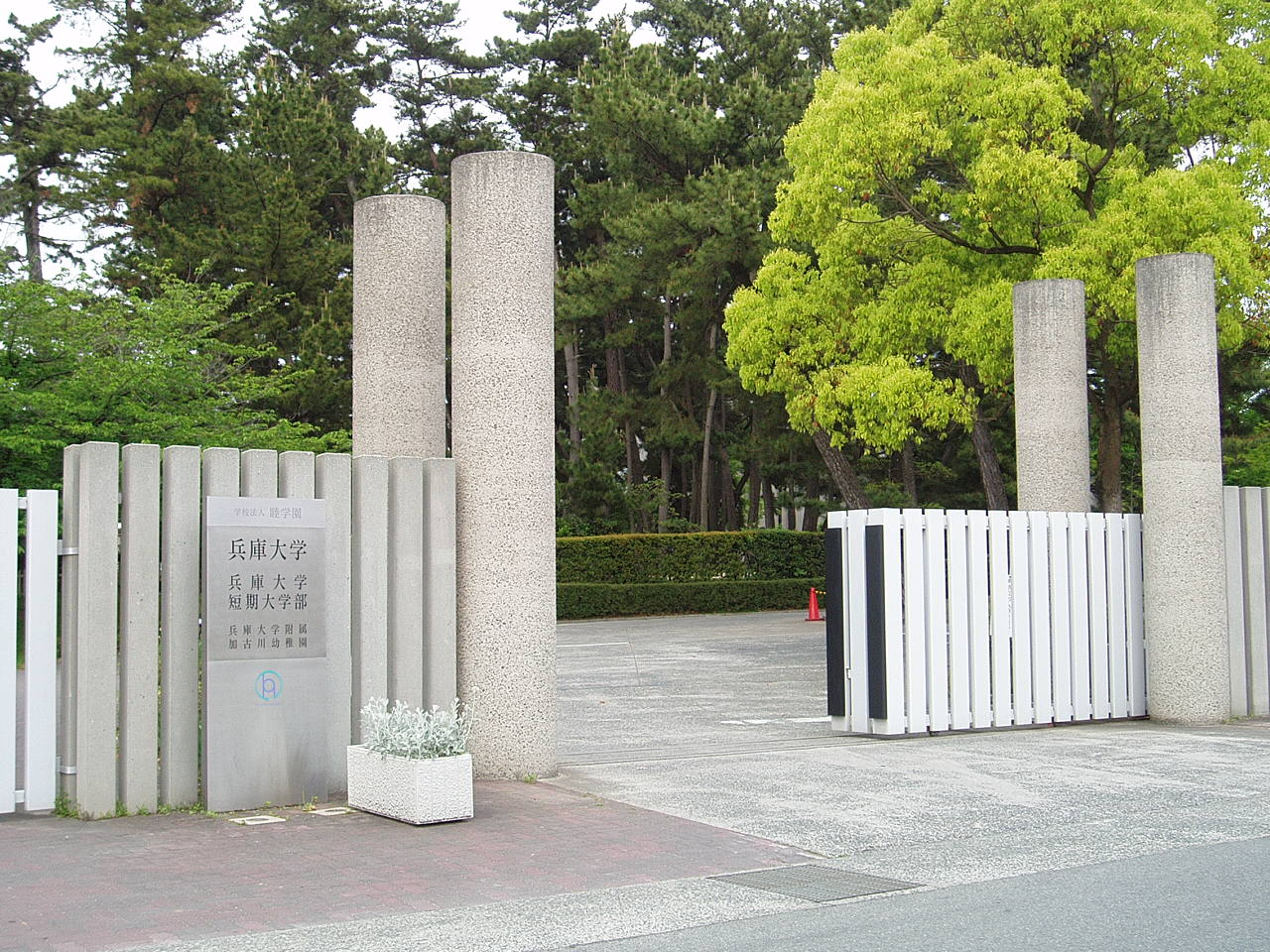
Haupttor

Die Hyōgo Daigaku (jap. 兵庫大学, dt. „Universität Hyōgo“, engl. Hyogo University) ist eine japanische private Universität, die von der buddhistischen Bildungskörperschaft Mutsumi-Gakuen (睦学園) getragen wird (Jōdo-Shinshū-Sekte Honganji-ha). Der Campus liegt in Kakogawa in der Präfektur Hyōgo.

## Geschichte
Die Schule hat ihren Ursprung in der buddhistischen Taishi-Sonntagsschule (太子日曜学校), die 1921 zum Gedenken an etwa 1300. Todesjahr von Shōtoku Taishi gegründet wurde. 1923 wurde das Suma-Taishi-Haus (須磨太子館, Suma Taishi-kan) gebaut, und die Mädchenschule für Näherei wurde bei ihm eröffnet. 1937 entwickelte die Schule sich zur Suma-Mutsumi-Mädchenberufsschule (須磨睦高等実践女学校). 1951 wurde die Schulkörperschaft in Mutsumi-Gakuen umbenannt (der Name Mutsumi bedeutet „Freundschaft“).
1955 gründete die Bildungskörperschaft die Mutsumi-Gakuen-Frauen-Kurzuniversität (睦学園女子短期大学, Mutsumi gakuen joshi tanki daigaku) mit Abteilung für Kindertagespflege. 1966 zog die Kurzuniversität in den heutigen Campus um und benannte sich in Frauen-Kurzuniversität Hyōgo (兵庫女子短期大学, Hyōgo joshi tanki daigaku). 1995 entwickelte sie sich zur koedukativen Universität Hyōgo. 1999 gründete sie die Masterstudiengänge, 2020 dann die Doktorkurse.

## Fakultäten
- Fakultät für Krankenpflege

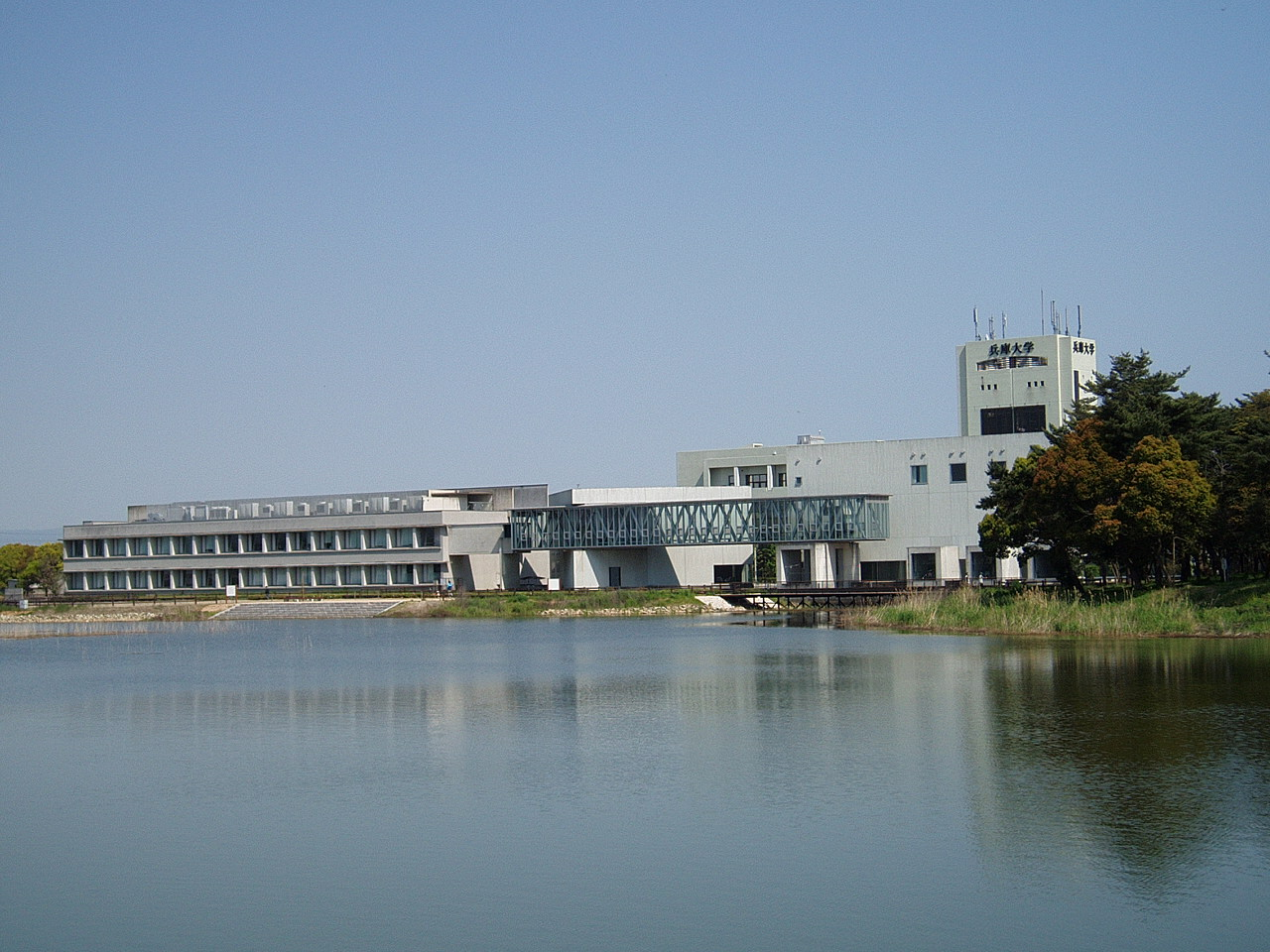
Die Uni und der Teich Terada

- Fakultät für Gesundheitswissenschaften
- Fakultät für Zeitgenössische Wirtschaftswissenschaften
- Fakultät für Pädagogik
- Fakultät für Wohlfahrtswissenschaften (jap. 生涯福祉学部)
- Angegliederte Kurzuniversität (兵庫大学短期大学部)
  - Abteilung für Vorschulpädagogik (2-jähriger Kurs / 3-jähriger Kurs)